# DOVID
Ein DOVID (englisch Diffractive Optically Variable Image Device ‚diffraktives optisch variables Bildelement‘) ist ein Sicherheitsmerkmal, das optische Effekte aufweist, die auf dem Prinzip der Lichtbeugung (Diffraktion) beruhen. Dovids werden zum Schutz von Banknoten, offiziellen Wertdokumenten und Ausweispapieren (z. B. Reisepässe, Visa, Personalausweise, Führerscheine) verwendet, um ihre Fälschungssicherheit zu erhöhen.
Ein weiteres Anwendungsgebiet von Dovids ist der Markenschutz. Dovids enthalten Mikro- oder Nanostrukturen in der Form von Beugungsgittern. Durch diese Strukturen werden unterschiedliche optische Effekte erzeugt, beispielsweise dynamische chromatische, holografische und kinematische Effekte, zwei- oder dreidimensionale Bilder oder Farbwechseleffekte, die idealerweise einfach zu erkennen, aber schwierig zu reproduzieren sind. Bekannte Beispiele von Dovids sind zum einen Hologramme wie 2D-, 3D- oder 2D/3D-Hologramme, die auf Maskenbelichtung basieren, Hologramme auf Basis von Dot Matrix oder E-Beam-Technologie und zum anderen Kinegramme.
Ein Dovid kann auch Elemente beinhalten, die ohne Hilfsmittel für das menschliche Auge nicht sichtbar sind, z. B. Mikrodruck, UV-Druck oder Nanodruck. Dovid-Sicherheitsmerkmale werden üblicherweise als Heißprägefolie oder Laminierfolie hergestellt, die dann mittels Prägeverfahren auf ein Papierdokument (z. B. Banknoten, Visa) aufgebracht, vor der Personalisierung in die Struktur einer Polycarbonat- oder Komposit-Ausweiskarte eingebettet (z. B. Pässe, Führerscheine) oder in ein Laminat integriert wird, das nach der Personalisierung auf die Oberfläche einer Ausweiskarte heißlaminiert wird (z. B. Führerscheine, Personalausweise).

## Zusammensetzung von Dovids

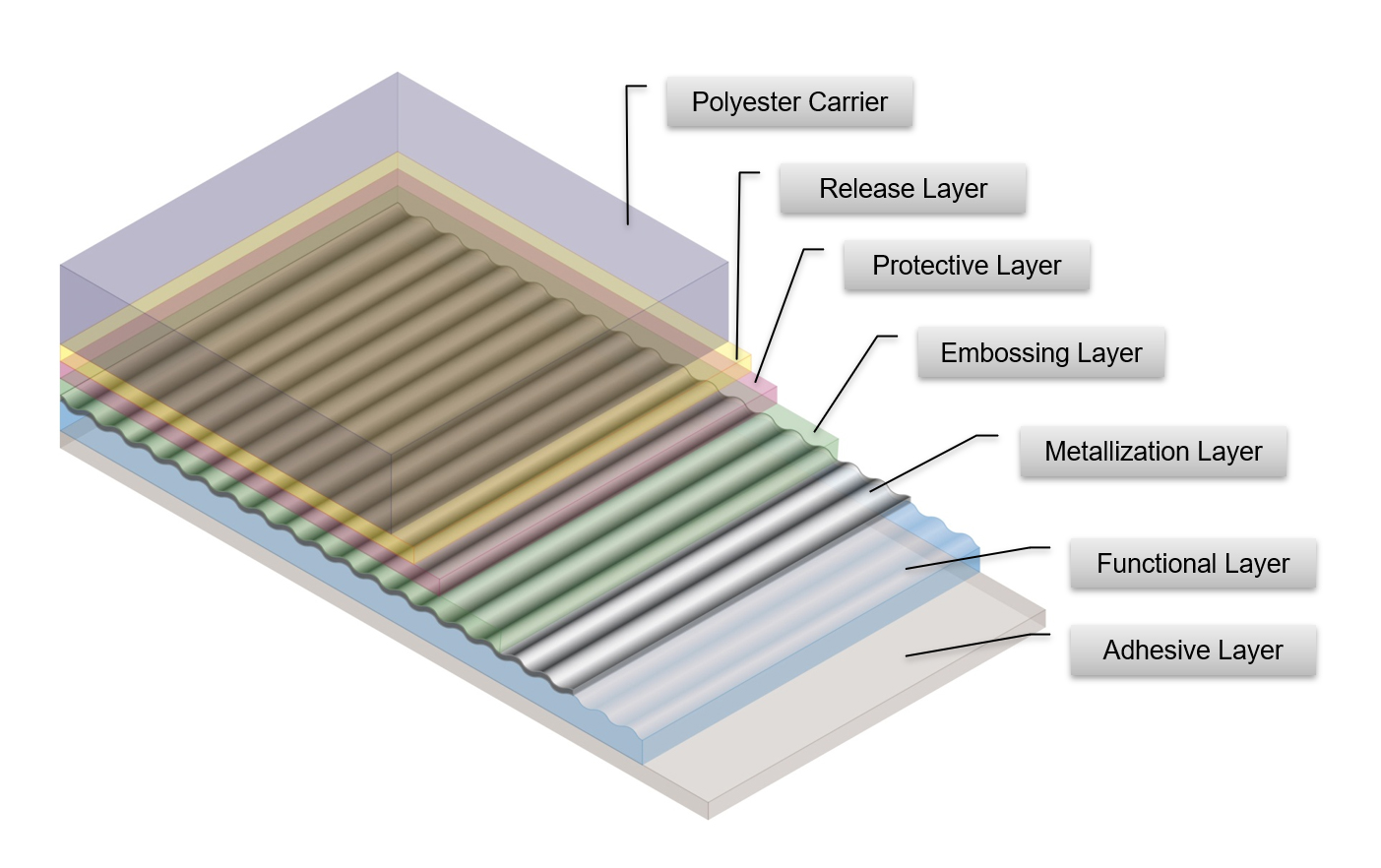
Schichtenmodell einer Transferfolie

Üblicherweise werden Dovids als auf Rollen gewickelte Folienelemente massenproduziert. Eine Ausnahme stellen solche Dovids dar, deren diffraktive Strukturen direkt auf bzw. in ein Produkt geprägt werden. Ein Beispiel hierfür ist der sogenannte Kinebar, hier werden die Dovid-Strukturen direkt in die Oberfläche eines Goldbarren geprägt.
Dovids werden als mehrschichtiges Foliensystem produziert, das auf einem polyesterbasierten Trägermaterial aufbaut, und können entweder im Laminier- oder im Heißprägeverfahren übertragen werden. Bei der Transferfolie wird der Polyesterträger nach der Übertragung der das Dovid enthaltenden Schichten auf das Zielsubstrat entfernt, während bei der Laminierfolie der Polyesterträger auf dem Zielsubstrat verbleibt.
Der Folienaufbau umfasst üblicherweise eine Trennschicht zum Ablösen des Polyesterträgers beim Transfer. Andere Schichten des Aufbaus sind Schutzschicht, Replizierschicht, Reflexionsschicht und Klebeschicht. Die Reflexionsschicht wird benötigt, um die replizierten Strukturen sichtbar zu machen, die in ein Polymermaterial mit nahezu identischen optischen Eigenschaften geprägt werden. Üblicherweise wird Aluminium oder ein transparentes Material mit hohem Lichtbrechungsgrad, z. B. Titandioxid (TiO2) oder Zinksulfid (ZnS) für diese Schicht verwendet.
Bis auf die Reflexionsschicht bestehen alle anderen Schichten aus Polymermaterial. Die optisch variablen Effekte erzeugenden Strukturen werden als Mikrorelief in einem Rolle-zu-Rolle-Schritt in die Replizierschicht übertragen, dies ist entweder durch Heiß- oder durch UV-Replikation möglich.

## Arten von Dovids
Dovids können wie folgt kategorisiert werden:

### Transparentes Dovid
Ein transparentes Dovid besteht nur aus dielektrischem Material. Es beinhaltet üblicherweise ein Material mit hohem Lichtbrechungsgrad und erscheint deshalb transparent. Darunterliegende Bilder oder Druck sind deutlich zu sehen. Je nach Betrachtungswinkel zeigt das Dovid ein optisch variables Bild. Transparente Dovids können als sog. Patch oder als die gesamte Oberfläche des Substrats bedeckendes Laminat appliziert werden, zum Beispiel auf eine papierbasierte Datenseite in einem Reisepass. Diese Art von Dovid ist für den Schutz von Banknoten aufgrund der Feuchtigkeitsanfälligkeit des Materials nicht geeignet, wird aber häufig für den Schutz von Ausweispapieren verwendet.

### Metallisiertes Dovid
Ein solches Dovid erscheint undurchsichtig. Es beinhaltet eine vollflächige Metallschicht (üblicherweise Aluminium), innerhalb derer das diffraktive Bild mit optisch variablen Effekten sichtbar ist. Vollmetallisierte Dovid werden in Patch- oder Streifenform appliziert. Sie werden z. B. zum Schutz von papierbasierten Dokumenten wie Geburtsurkunden verwendet. In den späten 1980er und den frühen 1990er Jahren wurden vollmetallisierte Dovid auch zum Fälschungsschutz von Banknoten verwendet.

### Teilmetallisiertes Dovid
Ein teilmetallisiertes Dovid enthält opake und transparente Bereiche. Von der zunächst vollflächigen Metallschicht wird im Produktionsprozess selektiv Material abgetragen, um einzelne Bildbereiche wie z. B. Mikroschriften besonders hervorzuheben und um der Metallisierung bestimmte Formen oder Muster zu geben. Schon seit über 30 Jahren wird diese Art von Dovid zum Schutz von Banknoten verwendet und in Patch- oder Streifenform appliziert, so zum Beispiel seit 1997 auf den 50, 100 und 200 DM-Noten oder auf den Euro-Banknoten der ersten Generation.

### Hybrides oder Kombi-Dovid
Ein solches Dovid beinhaltet zwei oder mehr miteinander verbundene visuelle Bereiche, beispielsweise einen teilmetallisierten und einen transparenten Bereich, die aber durchgängige visuelle Effekte zur Echtheitserkennung aufweisen. Die Kombination von sowohl (teil-)metallisierten als auch transparenten Beschichtungen mit hohem Brechungsindex innerhalb eines Dovid-Elements ist komplexer in der Herstellung und macht aufwendigere Produktionstechniken notwendig, was Fälschungen zusätzlich erschwert.

### Präzisionsmetallisiertes Dovid
Ein präszisionsmetallisiertes Dovid besteht aus hochaufgelösten diffraktiven Linien, die perfekt zur Metallisierung passen. Im Gegensatz zur konventionellen Teilmetallisierung gehen die Toleranzen bei einem präzisionsmetallisierten Dovid gegen Null. Typische Designs umfassen metallisierte Guillochenmuster mit klar definierten Bewegungen und vollständig transparenten Zwischenbereichen, d. h. auch frei von diffraktiven Strukturen, die den darunterliegenden Sicherheitsdruck des Ausweisdokuments oder der Banknote freigeben. Die präzise Nulltoleranz zwischen den diffraktiven Bildern und der Metallisierung ermöglicht Designvarianten, die mit normaler Teilmetallisierung nicht erreichbar sind. Fälschern wird es dadurch erschwert, das Dovid -Erscheinungsbild nachzuahmen.

## Verwendung von Dovids
Dovids werden entweder während der Herstellung von Dokumenten oder Banknoten in das jeweilige Produkt ein- oder darauf aufgebracht, oder können im Fall von Ausweisdokumenten auch durch die ausgebende Stelle auf das Dokument appliziert werden.

### Banknoten
Dovids für Banknoten werden als Patch oder Streifen auf Papier-, Komposit- oder Polymersubstrat der Banknoten oberflächenappliziert, oder in Form von Sicherheitsfäden in Papier- oder Kompositsubstrat eingebettet. Üblicherweise werden Teile des DOVIDs mit dem banknotentypischen Sicherheitsdruck überdruckt, um das Dovid besser in die Banknote zu integrieren und Fälschungen zu erschweren.

### Papierbasierte Identitätsdokumente (Visa, Reisepässe)
Dovids für papierbasierte Identitätsdokumente werden entweder vor der Personalisierung in derselben Weise wie für Banknoten appliziert (Visa), oder als vollflächiges Laminat nach der Personalisierung aufgebracht (Reisepass-Datenseiten). Bei der Einbringung von DOVIDs vor der Personalisierung werden üblicherweise Teile des Dovids mit dem dokumententypischen Sicherheitsdruck überdruckt, um das Dovid besser in das Dokument zu integrieren und Fälschungen zu erschweren.

### Kunststoffbasierte Identitätsdokumente (Personalausweise, Führerscheine, Reisepass-Datenseiten)
Dovids für kunststoffbasierte Identitätsdokumente (Polycarbonat, Teslin, Komposite) werden üblicherweise zwischen einzelne Schichten der Ausweiskarte einlaminiert. Dies erhöht ihre Haltbarkeit und steigert die Fälschungssicherheit des Dokuments, gleichzeitig kann das Dovid-Design den anderen Sicherheitselementen der Karte angepasst werden, wodurch die Fälschungssicherheit noch weiter erhöht wird. In Einzelfällen werden Dovids auch auf die Oberfläche von kunststoffbasierten Identitätsdokumenten appliziert.